# Euryopis quinqueguttata
Euryopis quinqueguttata är en spindelart som beskrevs av Tord Tamerlan Teodor Thorell 1875. Euryopis quinqueguttata ingår i släktet Euryopis och familjen klotspindlar. Inga underarter finns listade i Catalogue of Life.